# Сантуз
Сантуз (? — 1159) — половецкий хан, убит во время набега на Русь.

## Биография
Летом 1159 года во время междоусобной войны между князьями возглавил набег и вторгся с со своими воинами в пределы Переяславского княжества, разорив области, половцы взяли в плен около 800 человек. Узнав о набеге князь Святослав Ольгович отправил в поход войско, которое возглавил его старший сын Олег.
Нагнав половцев, русские воины вступили в битву, половцы были разбиты и понесли большие потери, среди убитых был хан Сантуз.